# Gorre
Gorre (en occitano, Gòra) es una comuna francesa situada en el departamento de Alto Vienne, en la región de Nueva Aquitania. Tiene una población estimada, en 2019, de 388 habitantes.

## Demografía
| 468 | 412 | 372 | 360 | 350 | 376 | 391 | 388 |
| Para los censos de 1962 a 1999 la población legal corresponde a la población sin duplicidades (Fuente: INSEE [Consultar]) |     |     |     |     |     |     |     |